# The Figurine – Araromire
The Figurine – Araromire ist ein nigerianischer Fantasy-Thriller des Regisseurs Kunle Afolayan aus dem Jahre 2009. 

## Handlung
Nachdem der junge Sola Fajure gerade seinen Abschluss an der Universität gemacht hat, muss er sich der harten Realität des Arbeitsmarktes stellen. Als seine Suche jedoch vergebens bleibt, entschließt sich Sola gemeinsam mit seinem langjährigen Freund Femi und seiner heimlichen Liebe Mona den Militärdienst anzutreten. Bei einer Übung im Wald finden Sola und Femi eine kleine hölzerne Figur, die von der sagenumwobenen Gottheit Araromire bewohnt ist. In den kommenden sieben Jahre werden die drei jungen Menschen vom Glück verfolgt: Sola und Mona heiraten, Femi wird ein erfolgreicher Geschäftsmann. Bis der Geist Araromires den Unwissenden das Leben zur Hölle macht.